# Philodoria ureraella
Philodoria ureraella là một loài loài bướm thuộc họ Gracillariidae. Đây là loài đặc hữu của Oahu.
Ấu trùng ăn các loài Urera sandwicensis và Urera kaalae. Chúng ăn lá cây nơi chúng sống. Loài bướm đêm này bắt đầu tạo thành một vệt nhỏ tròn trên lá rồi lớn dần dần khi ấu trùng bên trong tiếp tục ăn lá. Ấu trùng phát triển đầy đủ dài khoảng 6 mm và có màu xanh lá nhạt.
Ấu trùng kéo kén trăng trắng trên mặt lá. Nhộng dài khoảng 4 mm và có màu lục nhạt. Thời kỳ nhộng kéo dài khoảng 10 ngày.